# Гузий, Сергей Ефремович
Сергей Ефремович Гузий (укр. Сергій Єфремович Гузій; 7 октября 1915, с. Пии, Киевская губерния, Российская империя (теперь Мироновский район, Киевская область, Украина) — 13 мая 1987, Жданов, УССР, СССР) — украинский советский хозяйственный деятель, Герой Социалистического Труда.

## Биография
Родился 7 октября 1915 года в селе Пиях (теперь Мироновского района Киевской области) в крестьянской семье. Летом 1951 года, находясь в командировке в Ставропольском крае, за 25 дней намолотил на комбайне «Сталинец» 8540 центнеров зерновых культур, за что 21 января 1952 получил звание Героя Социалистического Труда. В 1956 году окончил Уманский техникум сельского хозяйства по специальности «Механизация сельского хозяйства».
С 13 августа 1958 по 20 мая 1981 работал в ЗАО «Управление механизации» в Жданове начальником участка № 2. Принимал активное участие в строительстве доменной печи № 4, 5-го микрорайона, застройки проспекта Строителей в городе Жданове (теперь Мариуполь).
Умер 13 мая 1987 года в Жданове (теперь Мариуполь).

## Награды
Награждён орденами Ленина, орденом Отечественной войны, медалями.